# Ираклис Хадзидимулас
Ираклис Хадзидимулас (на гръцки: Ηρακλής Χατζηδημούλας) е виден гръцки индустриалец.

## Биография
Ираклис Хадзидимулас е роден в 1881 година в южномакедонския град Негуш, тогава в Османската империя. Става инженер и се занимава с предприемачество. Хадзидимулас става един от най-видните индустриалци от Негуш. В 1908 година заедно с други по-малки акционери от Солун основава във Воден най-голямата фабрика за конопени въжета в Гърция. Притежава заедно с други акционери три фабрики за текстил в Негуш и във Воден. Живее в Солун, където къщата му е забележителен паметник на архитектурата. Умира в 1931 година.